# Kano (rapper)
Kane Brett Robinson (Londen, 21 mei 1985), bekend onder zijn artiestennaam Kano, is een Brits rapper en acteur.

## Biografie
Kano werd geboren in East Ham, Londen als zoon van Jamaicaanse ouders. Als tiener toonde hij talent als voetballer en speelde hij op dertienjarige leeftijd voor Chelsea, West Ham United, Norwich City en Celtic, maar uiteindelijk gaf hij zijn sportieve ambities op ten gunste van een muzikale carrière.
Kano kreeg voor het eerst bekendheid door zijn werk met de grime-groep N.A.S.T.Y. Crew. Nadat Kano de groep verliet, tekende hij bij 679 Records en bracht hij in 2005 zijn solo-debuutalbum Home Sweet Home uit.
In 2011 maakte Kano zijn acteerdebuut in de televisieserie Top Boy als het personage Sully, een rol die hij in vijf seizoenen speelde. In 2023 speelde Kano de hoofdrol in de Netflix-sciencefictionfilm The Kitchen.

## Discografie
Albums
- Home Sweet Home (2005)
- London Town (2007)
- 140 Grime Street (2008)
- Method to the Maadness (2010)
- Made in the Manor (2016)
- Hoodies All Summer (2019)

## Filmografie
- Top Boy (2011-2023) (tv-serie)
- Tower Block (2012)
- The Kitchen (2023)